# Йевхен Коновалец
Йевхен Михайлович Коновалец (на украински: Євген Михайлович Коновалець) e украински военен и политически деец, полковник от армията на УНР, комендант на УВО, ръководител на Украинското националистическо осигуряване (от 1927 г.), първи ръководител на ОУН (от 1929 г.), един от идеолозите на украинския национализъм.
Участва активно в дейността на Украинската националдемократическа партия, която по това време е най-влиятелната в Галиция. Политическите му убеждения за Украйна са: независимост, държавност и синодалност. През 1917 г. оглавява създаването на Сеченовската стрелба в Киев. По негова инициатива и с негово участие е създадена Украинската стрелкова общност, която полага основите на Организацията за национално възраждане на Украйна в САЩ и на Украинския национален съюз (УНО) в Канада; формира се военен щаб и се създават военни училища за обучение. На 23 май 1938 г. Коновалец е убит в Ротердам от Павел Судоплатов, агент на НКВД. Днес Украйна празнува Деня на героите на 23 май.

## Биография
Роден е на 14 юни 1891 г. в село Зашкив (днес село в Лвовска област) в семейството на Михайло Коновалец и Мария Вежиновска и има двама братя - Мирон и Степан. Началното си образование получава в Зашковската народна гимназия (баща му е неин директор и един от учителите). През 1901-1909 г. учи в Академичната гимназия в Лвов. През 1909 г. постъпва в Юридическия факултет на Лвовския университет. Същата година участва в Първия всеукраински студентски конгрес. През 1913 г. е избран за член на Управителния съвет на Украинския студентски съюз и участва във Втория общоукраински студентски събор, където се запознава с Дмитро Донцов. През същата година става член на Украинската националдемократическа партия, член е на нейния "по-тесен народен комитет" и оглавява 4-та секция. Той е един от активистите, които се борят за създаването на украински университет в Лвов. 

### През Първата световна война
С началото на Първата световна война е мобилизиран в 19-и полк на Лвовския областен отбранителен корпус („Ландвер”), към който е прикрепен и получава званието кадетски офицер (това звание е следващото след званието заместник-офицер и предшества званието фенрих). През юни 1915 г., по време на сраженията при Маковка, е пленен от Русия и транспортиран до лагер за военнопленници, първо в Черни Яр близо до Царицин (сега Волгоград, Руска федерация), а след това в самия Царицин. Заедно с други украински бригадири той организира пропагандни дейности сред затворниците. В хода на революционните събития в Руската империя той напуска лагера през септември 1917 г. и пристига в Киев. През октомври-ноември същата година заедно с Роман Дашкевич и съмишленици основава в Киев Галицко-Буковина шаш на сепойските стрелци. През януари 1918 г. е избран за командир на реорганизирания Галицко-Буковински шалаш (Галичина/Буковински шалаш) на сепойските стрелци. Куренът е в охраната на Украинската централна рада, а през януари-февруари 1918 г. участва в потушаването на болшевишкото Киевско (Януарско) въоръжено въстание през 1918 г.

### След Първата световна война

#### Дейности в Украинската народна република
В началото на март същата година командваните от него сеченци, заедно със Запорожкия корпус на армията на УНР и Гайдаматската коша на Слободната Украйна на Симон Петлюра, заедно с германската армия, освобождават Киев от болшевишките сили. След хетманския преврат през 1918 г. стрелковият полк на Сечмен е разоръжен и разформирован. В края на август 1918 г., с разрешението на хетман Павло Скоропадски, Коновалец започва формирането на отделен отряд сечански стрелци в Била Църква. През ноември 1918 г. участва в антихетманското въстание. Сечевиките, водени от него, разбиват войските на хетмана при Мотовиливка. Самият Коновалец отказва да стане шестият член на Директорията на УНР и получава званието „атаман” (съответстващо на генералски чин). През 1918-1919 г. командва дивизия, корпус и група сечийски стрелци по време на бойни действия срещу болшевишката и бялата армия. На 6 декември 1919 г., след решението на правителството на Украинската народна република за разформироване на редовната армия и организиране на партизанска борба, той нарежда разформироването на Сечинските стрелкови части. Първоначално е в полския военнопленнически лагер в Луцк заедно със стрелците, а през пролетта на 1920 г. се премества в Чехословакия.

#### В емиграцията
През 1920 г. участва в създаването на Украинската военна организация (УВО) от определени групи бивши пионерни стрелци, връща се в Лвов и оглавява Началното командване на УВО като командир. През 1922 г. се жени за Олга Федак, дъщеря на известния лвовски адвокат Степан Федак. През същата година заминава за чужбина под заплахата от арест от страна на полските власти и живее в Чехословакия, Германия, Швейцария и Италия. След Първата конференция, проведена през ноември 1927 г., той оглавява създаденото там Провод на украинските националисти, а през 1928 г. - Провод на ОУН. Основната задача на ОУН се определя като борба за възраждане на украинската независимост. Предполага се, че дейностите на ОУН ще се развиват както законно, така и незаконно. Голямо значение се отдава на разширяването на мрежата на ОУН в Украйна и в страните, в които живеят украински имигранти. По негова инициатива и с негово участие е създадена Украинската стрелкова асоциация, която дава началото на Организацията за държавно възраждане на Украйна (ОУНУ) в САЩ и на Украинската национална асоциация (УНО) в Канада; създадени са военни щабове и училища за подготовка на войници. Същевременно се занимава с развитието на идеологията на национализма и публикува свои статии в националистическата преса („Сурма”, „Украински националист” и др.). Опитва се да разшири влиянието на ОУН върху легалния украински живот и предприема мерки за внасяне на украинския въпрос във форума на Лигата на нациите, по-специално за гладомор от 1932-1933 г. в Украинската ССР, за националното потисничество в Галиция, Буковина и Волин. 

##### Коновалец и Германия
В началото на 1920-те години на УВО установява първите си контакти с Райхсвера. Оттогава до края на 1930-те години основният преговарящ с германските военни е Рико Яри, бивш войник от Украинската галицийска армия, който след това се присъединява към УВО и в крайна сметка става дясната ръка на Коновалец. През декември 1922 г. той организира откриването на курс в Мюнхен за членове на УВО под ръководството на майора от германското военно разузнаване Фосс. Впоследствие подобни разузнавателни училища са открити в Берлин и Гданск. Германските разузнавачи също помагат на УВО с пари, оръжия и експлозиви. От своя страна украинските подземни бойци споделят разузнавателна информация.
След появата на Националсоциалистическата партия в Германия през 1933 г. Коновалец е много предпазлив по отношение на новото германско ръководство. Той отбелязва, че Германия е най-изгодният съюзник в антиполската борба, но се отнася трезво към характера на хитлеризма. През юни 1933 г., на конференцията на крилото на ОУН, Коновалец посочва, че Хитлер не търси съюзници в Източна Европа, а жизнено пространство за своята нация, и в подкрепа на това цитира някои точки от „Майн Кампф”. В това отношение той се противопоставя на едностранчивата ориентация към нацистка Германия и разрешава контакти с нейното ръководство само на лична основа.

#### Смърт
Дейността на ОУН разтревожва СССР и там е взето решение за ликвидиране на Коновалец. В Ротердам, Нидерландия, срещу него е извършен терористичен акт от член на съветските тайни служби, в резултат на който Коновалец умира. Погребан е в гробището Кросвик в Ротердам. Надгробната плоча е изработена от Роман Лисовски.

## Памет
В родния му дом в Зашкив през 1990 г. е открит музей-музей на Йевхен Коновалец. Паметници на Йевхен Коновалец са издигнати в Зашкив и Жовква, а паметни плочи - в Киев, Лвов и Ивано-Франкивск.
От 9 юни 2021 г. Националната банка на Украйна въвежда възпоменателна монета от 2 гривни, посветена на Йевхен Коновалец.

## Галерея
- Гробът на Йевхен Коновалец в Ротердам
- Лични вещи на Евгени Коновалец в музея на УНР